# Опузен
О́пузен (хорв. Opuzen) — місто в південній частині Хорватії (в Далмації), розташований на березі Андріатичного моря. Населення — 3 242 особи (на 2001 рік). Місто відоме, як найбільший в Хорватії виробник мандаринів.

## Населення
Населення громади за даними перепису 2011 року становило 3 254 осіб. Населення самого міста становило 2 729 осіб.
Динаміка чисельності населення громади:
Динаміка чисельності населення міста:

## Населені пункти
До громади Опузена адміністративно також входять:
- Бук-Влака
- Пржиноваць

## Відомі мешканці
Степан Філіпович - комуніст, югославський партизан, народний герой Югославії.